# 東京ラプソディ
『東京ラプソディ』（とうきょうラプソディ）は、1936年（昭和11年）6月にテイチクから藤山一郎の歌唱によって発売された昭和歌謡である。作詞は門田ゆたか、作曲は古賀政男。昭和モダン末期の東京を歌ったフォックストロット調の作品で、35万枚を売り上げヒットした。藤山主演による同名の映画も制作されている。

## 楽曲解説

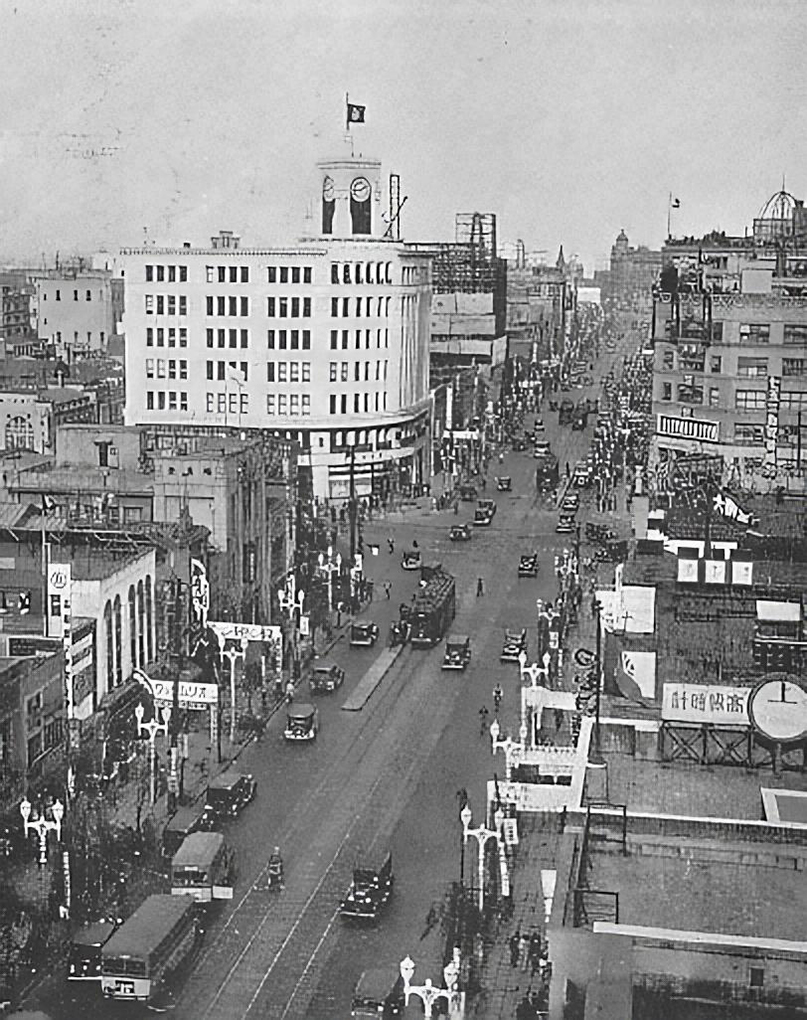
1930年代の銀座

作曲を担当した古賀政男は『東京ラプソディ』について、自身が「銀座、浅草、新宿という盛り場が見事に歌い込まれて心憎いばかり」と評価する『東京行進曲』（1929年（昭和4年）発売。作詞・西条八十、作曲・中山晋平）を目標に、「もう少しモダンになった東京を書いてみたい」という考えのもとに制作したと述べている。古賀によるとフォードのクーペの新車に乗って初夏の明治神宮外苑付近を走行中に、自然とメロディーが浮かんできた。こうして曲が先に完成し、後から古賀と門田ゆたかが共作のような形で詞を作ったという。門田が起用された時点ですでにレコード吹き込みの日程は決まっており、B面の『東京娘』は完成していた。門田は重圧と闘いながら、3日間ほとんど寝ずに作業をして詞を完成させた。
歌唱を担当した藤山一郎はこの曲を、「銀座、神田、浅草、新宿と、東京の盛り場を楽しく歌いあげた清潔にして軽快なフォックストロット調の歌」と解説している。吹き込みにあたって門田や古賀から注文をつけられることはなく、自由に歌うことができたという。東京音楽学校で「声楽の基礎を完全にマスターした」という自負からフォックストロット調の流行歌は容易に歌えるという自信のあった藤山は、声音を明瞭に保ちつつ、曲調に合わせて「ある時は歯切れよく、あるときはシットリと」歌うことに神経を使ったと回顧している。
藤山にとってこの曲は、ビクターからテイチクへの移籍後第1作であった。藤山に移籍の話を持ちかけたのはテイチクの重役を務めていた古賀で、藤山はテイチクをレコード会社としては二流だと感じながら、かつて『酒は涙か溜息か』や『丘を越えて』、『影を慕いて』でヒットを飛ばした古賀とのコンビに魅力を感じて移籍を決断した。
藤山の実家はモスリン問屋であったが昭和恐慌の影響で経営が傾き、1931年に藤山が東京音楽学校に入学して間もなく3万8000円の負債を抱え廃業していた。藤山は負債返済のために学則を犯してレコードの吹き込みのアルバイトを行ったことがきっかけで古賀とコンビを組み、流行歌手として世の注目を集めた一方、東京音楽学校退学の危機にも晒された。『東京ラプソディ』発売当時も藤山は負債を早く返済したいと願っており、「どうか、売れてくれますように……」「普通以上に売れてもらいたい!」と「心の中で神に祈る気持」だったという。『東京ラプソディ』は35万枚を売り上げ、藤山はB面の『東京娘』とあわせて2万1000円の歌唱印税を手にし、実家の借金を完済することができた。藤山は、『東京ラプソディ』のヒットにより再び歌手として脚光を浴びるようになったと回顧している。
歴史家の今西英造は、『東京ラプソディ』の歌詞には戦時色が濃くなり、権力によって昭和モダンが抑圧され分解しつつあった世相にあっても消えることのなかった、モダニズムを追求する人々の心が表れていると分析し、『東京ラプソディ』を「モダニズムの残響」と評している。今西は、太平洋戦争開戦直前の1940年（昭和15年）に『東京ラプソディ』と同じく古賀と藤山がコンビを組み銀座の街を歌った『なつかしの歌声』の歌詞を『東京ラプソディ』の歌詞と比較し、「おどろくほどの変わりようである。モダニズムは圧殺された。モダニストにとってのなつかしいふるさとである銀座も、いまや悲風千里の荒野であった」と述べている。

## 映画
レコードのヒットを受け、P.C.L.映画製作所によって楽曲と同じ題名の映画が制作されることになった。藤山演じるクリーニング屋の息子の恋を描いた作品で、東京ラプソディの歌詞を中心に物語が展開した。藤山によるとたわいもないストーリーであったが、「50銭の入場料で藤山一郎の歌を聴きながら東京見物ができます」という宣伝が当たり、客入りは良かったという。
映画『東京ラプソディ』の制作には技師として、後にソニーの創業者の一人となる井深大が参加していた。井深と交流を持つようになった藤山は後にソニーに嘱託として勤務し、さらに社友となった。
古賀には音楽監督料として900円が支払われ、古賀は全額を1934年（昭和9年）に死去した母親を祀るための仏壇の購入に充てた。

### スタッフ
- 原作：佐伯孝夫
- 脚本：永見隆二
- 監督：伏水修
- 撮影：三村明
- 録音：金山欣二郎
- 美術：戸塚正夫
- 編集：岩下広一
- 音楽：古賀政男
- 監督助手・助監督・演出助手：黒澤明（ノンクレジット）
- 演奏：P.C.L.管絃楽団・テイチク管絃楽団
- 現像：写真化学研究所（ノンクレジット）

### キャスト
- 若原一郎：藤山一郎
- ハト子：椿澄枝
- マキ：星玲子（日活）
- 船橋：井染四郎（日活）
- 蝶々：宮野照子
- 矢野晴美：伊達里子
- 別井伯爵：御橋公
- 千葉早智子（特別出演）
- 竹久千恵子（特別出演）
- 堤真佐子（特別出演）
- 神田千鶴子（特別出演）
- 山縣直代（特別出演）
- 梅園龍子（特別出演）
- 藤原釜足（特別出演）
- 岸井明（特別出演）
- 俊坊：大村千吉（ノンクレジット）
- 星ひかる（ノンクレジット）

### 主題歌
- 『東京ラプソディ』
  - 作詞：門田ゆたか
  - 作曲：古賀政男
  - テイチクレコード（50338）
- 『青春の謝肉祭』
  - 作詞：野村俊夫
  - 作曲：島田磬也・古賀政男
  - テイチクレコード（50586）
- 『別れの曲』
  - 作詞：山川アサオ
  - 作曲：古賀政男

### ビデオソフト
- 一般家庭にビデオが普及する前の1981年頃、東宝からVHSが1万9800円で発売されていた[20]。
- その後、会員制ビデオ通信販売機構・キネマ倶楽部から、「日本傑作映画全集」レーベルの1本（品番：TND1601）としてVHSソフトが発売されていた。
- 黒澤明 DVDコレクション 58号『東京ラプソディー』でDVD化された。

## カバー
- 神戸一郎が1961年にレコード化。
- サザンオールスターズの桑田佳祐が2013年のAAAイベント『昭和八十八年度! 第二回ひとり紅白歌合戦』でカバー。
- CSK創業者の大川功がカバーし、非売品CD『CSKのうた』に収録された。
- カバー曲ではないが、山下達郎が、昭和初期の時代や文化へのオマージュを込めた作品として「新・東京ラプソディー」を制作。コーダの部分でこの曲のメロディーがコラージュの形で登場する。
- 同じくカバー曲ではないが、FC東京サポーターのチャントとして本作品は頻繁に唱和されている。